# Johann Baptist Graser

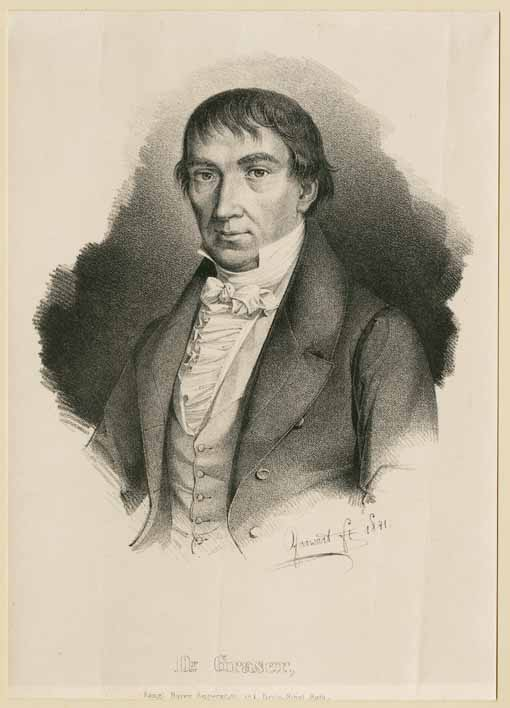
Johann Baptist Graser.

Johann Baptist Graser, född 11 juli 1766, död 28 februari 1841, var en tysk pedagog.
Graser grundade skrivläsemetoden samt ville, påverkad av Friedrich von Schelling och Johann Heinrich Pestalozzi, på filosofisk spekulativ grundval bygga en social, livsduglig, systematisk-vetenskaplig, utvecklande pedagogik. Bland Grasers skrifter märks Divinität oder das Prinzip der wahren Menschenerziehung (1813). 